# Bitwa pod Mojkovacem
Bitwa pod Mojkovacem − bitwa w czasie I wojny światowej stoczona w dniach 6−7 stycznia 1916 pomiędzy armią czarnogórską a oddziałami armii austro-węgierskiej dowodzonymi przez Franza Conrada von Hötzendorfa.

## Przyczyny konfliktu
Zimą 1915 armia czarnogórska przez trzy miesiące powstrzymywała atak jednostek austro-węgierskich. W styczniu 1916  jednostki czarnogórskie otrzymały rozkaz, aby zabezpieczyć odwrót armii serbskiej przez Albanię na Korfu. 6 stycznia w pobliżu wsi Mojkovac część 1 Dywizji Sandżackiej (dow. gen. Petar Martinović) stanęła na drodze kilkakrotnie silniejszych oddziałów armii austro-węgierskiej (głównie 53 i 62 Dywizji Piechoty). Biljana Vankovska nazwała obronę Mojkovaca czarnogórskimi Termopilami.

## Przebieg bitwy
Wczesnym rankiem jednostki austro-węgierskie (53 DP gen. Heinricha Pongrácza i 62 DP gen. Kalsera von Maasfelda) po zbombardowaniu przez artylerię pozycji czarnogórskich podjęły pierwszą próbę ich przełamania. Zarówno poranny atak, jak i kolejny, przeprowadzony w południe, został odparty, a atakującym zadano spore straty. Do wieczora straty oddziałów Hötzendorfa przekraczały 2000 zabitych, ale udało im się wbić klin w pozycje czarnogórskie. Nocny kontratak, przeprowadzony na rozkaz gen. Janko Vukoticia, odrzucił oddziały austriackie na pozycje wyjściowe. Następnego dnia oddziały austro-węgierskie kontynuowały bezskuteczne próby przełamania pozycji czarnogórskich, a wieczorem 7 stycznia rozpoczęły odwrót. Walki toczyły się w skrajnie niekorzystnych warunkach – w śniegu, przy temperaturze spadającej nocą do -25 st.C.

## Straty
W czasie dwudniowej bitwy łączne straty armii austro-węgierskiej przekraczały 20 tysięcy żołnierzy (zabitych, rannych i zaginionych). Zwycięska armia czarnogórska utraciła niemal połowę żołnierzy, większość – w drugim dniu bitwy.

## Konsekwencje bitwy
Dzięki postawie Czarnogórców pod Mojkovacem armia serbska zyskała czas na odwrót przez terytorium Albanii. Jednostki czarnogórskie utrzymały kontrolę nad dorzeczem Tary i rejonem Berane-Andrijevica-Mojkovac do 18 stycznia. Tydzień później Czarnogórcy byli zmuszeni złożyć broń.